# World Town Planning Day
Der World Town Planning Day ist ein Aktionstag, der die Aufmerksamkeit der Öffentlichkeit auf die Ziele und Ideen der Stadt- und Regionalplanung lenken soll. Er wurde 1949 von Carlos Maria della Paolera, Professor an der Universität Buenos Aires, ins Leben gerufen und wird jährlich am 8. November in mehr als 30 Ländern veranstaltet. Ausgerichtet wird dieser Aktionstag von der American Institute of Certified Planners (AICP).
Mithilfe des World Town Planning Days sollen Ziele und Entwicklungen urbanen Siedlungswesens aufgezeigt werden. In allen teilnehmenden Ländern finden Vorlesungen, Veranstaltungen und Ausstellungen statt. Es werden auch Möglichkeiten dargestellt, wie die Stadtplanung positiven Einfluss auf das Weltklima nehmen kann und welche Perspektiven die Städte und Gemeinden in der Zukunft besitzen.